# تطويق وتفتيش

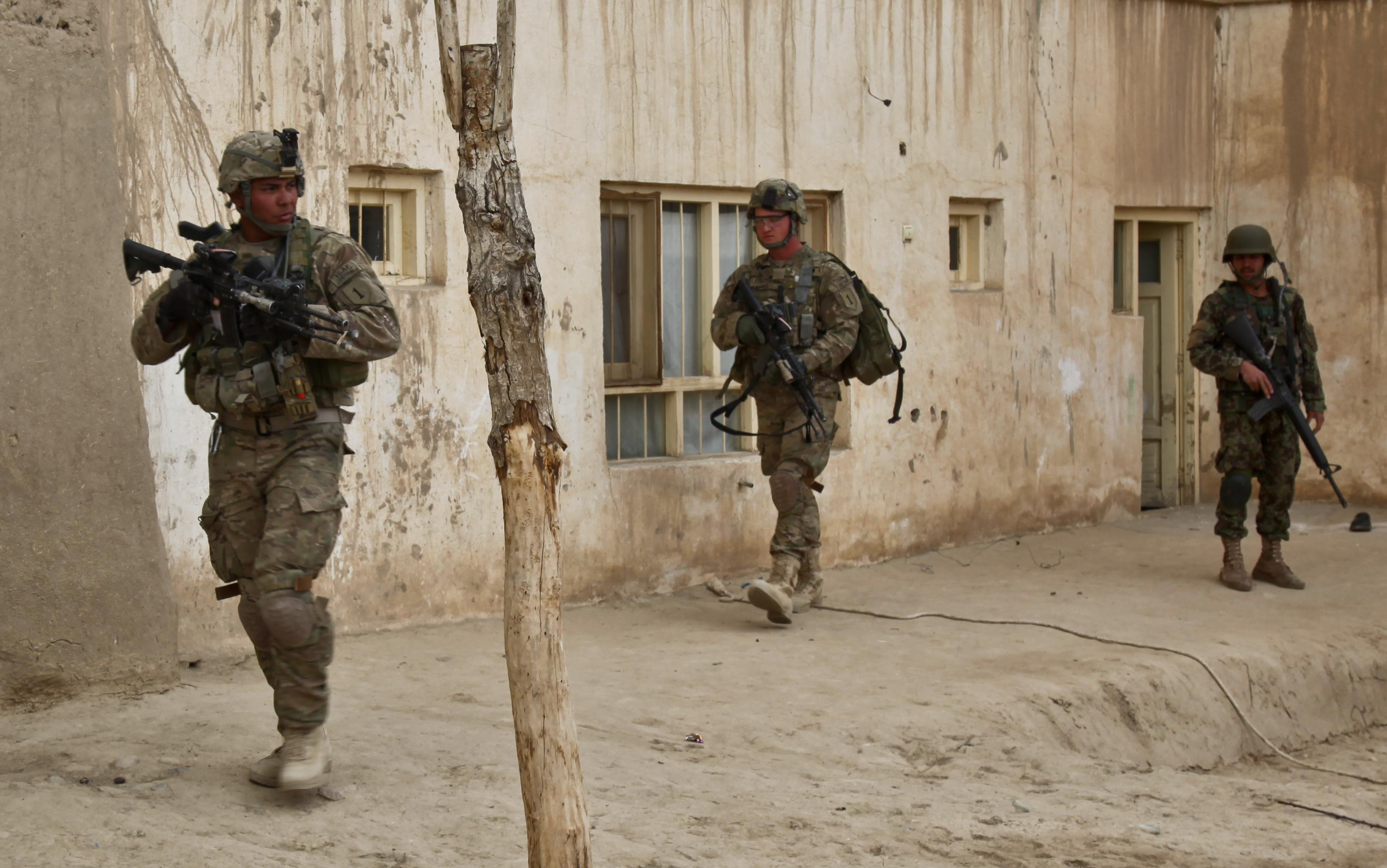
جنود من الجيش الأمريكي والجيش الوطني الأفغاني خلال عملية تطويق وتفتيش في ولاية غزني، أفغانستان، في 29 مارس 2011.

التطويق والتفتيش أو طوق الشرطة هو تكتيك عسكري لتطويق منطقة ما وتفتيش المباني بحثًا عن أسلحة أو مطلوبين. ويدخل ضمن عمليات مكافحة التمرد الأساسية. هناك نوعان من عمليات التطويق والتفتيش هما التطويق والطّرق (cordon and knock) والتطويق والركل (cordon and kick) (أو التطويق والدخول (cordon and enter)).
في عملية التطويق والطرّق، تتجمع قوات مكافحة التمرد حول منطقة ما لتوفير الأمن ("التطويق") ثم تحصل على إذن لتفتيش المنطقة من السكان ("الطّرق"). قد يُطلب من السكان مغادرة المباني قبل التفتيش لتجنب الاتصال الجسدي والصراع بين فريق البحث وشاغلي المبنى. وهذا ما يسمى "وسيلة شرح تكتيكية" (tactical callout). تتضمن عملية "التطويق والطلب" (cordon and ask) مساعدة السلطات المحلية. إذا تم رفض الإذن ولكن يُعتقد أن السكان ودودون أو محايدون، فقد يقرر قادة قوة مكافحة التمرد عدم تفتيش المنطقة.
تعتبر عملية "التطويق والركل" أو "التطويق والدخول" أكثر قوة من التطويق والطرق. ويتم تنفيذها دون الحصول على إذن من شاغليها. قد يتم ذلك بسبب عدم منح الإذن بعملية التطويق والطرق؛ ومع ذلك، إذا كانت المقاومة متوقعة، فقد يتم التخطيط لعملية تطويق وركل من البداية. قد يتراوح نوع القوة المستخدمة لدخول المبنى من مجرد فتح الباب إلى استخدام المتفجرات.
يعتبر التطويق والطّرق أسلوباً جديداً نسبياً في العمليات العسكرية. لقد استحوذ على المصطلح القديم المتمثل في تفتيش المنزل. إنه جزء من عقيدة جديدة تسمى عمليات الاستقرار والدعم (SASO). وهي تقنية تستخدم في حالة عدم وجود معلومات استخباراتية قوية عن الأسلحة الموجودة في المنزل، وبالتالي فهي أقل كثافة من تفتيش المنزل العادي. يتم استخدامها في الأحياء الحضرية. الغرض من المهمة هو تفتيش المنزل بأقل قدر ممكن من الإزعاج للعائلة المقيمة.